# Daniel Revuz
Daniel Revuz (* 1936 in Paris) ist ein französischer Mathematiker, der sich mit Stochastik befasst.
Daniel Revuz ist der Sohn des Mathematikers André Revuz und wurde 1969 an der Sorbonne bei Jacques Neveu (und Paul-André Meyer) promoviert (Mesures associées aux fonctionnelles additives de Markov).  Er lehrte an der Universität Paris VII (Denis Diderot) am Labor für Wahrscheinlichkeitstheorie des Institut Mathématique de Jussieu.
Er ist bekannt als Ko-Autor einer einflussreichen Forschungsmonographie mit Marc Yor über stochastische Prozesse und stochastische Analysis (Lokale Martingale).

## Schriften
- Mathématique, Paris: F. Nathan 1971, 1976
- Markov chains, North Holland 1975, 1984
- mit Marc Yor: Continuous martingales and Brownian motion, Grundlehren der mathematischen Wissenschaften 293, Springer 1991, Nachdruck der 3. Auflage (1999) 2005
- Mésure et Integration, Hermann 1994, 2014
- Probabilités, Hermann 1997, 2014